# هاري بيكيت
هاري بيكيت (بالإنجليزية: Harry Beckett)‏ هو عازف جاز بريطاني، ولد في 30 مايو 1935 في بريدج تاون في باربادوس، وتوفي في 22 يوليو 2010 في لندن الكبرى في المملكة المتحدة بسبب سكتة.

## وصلات خارجية
- هاري بيكيت على موقع ميوزك برينز (الإنجليزية)
- هاري بيكيت على موقع أول ميوزيك (الإنجليزية)
- هاري بيكيت على موقع ديسكوغز (الإنجليزية)